# Jonathan Meredith
Pour les articles homonymes, voir Meredith.
Pas d'image ? Cliquez ici

a Compétitions nationales et continentales officielles uniquement.

b Matchs officiels uniquement.
Dernière mise à jour le 25 août 2018.
Jonathan Meredith, né le 9 juillet 1978, à Apia (Samoa), est un joueur de rugby à XV samoan.
Il évolue au poste de talonneur et mesure 1,75 m pour 108 kg. Il a disputé la Coupe du monde de rugby 2003.

## Carrière
Il a eu sa première cape internationale le 11 novembre 2001, à l’occasion d’un match contre l'équipe d'Irlande.

### Clubs successifs
- 2 : Ponsonby RFC  Nouvelle-Zélande
- 2001 et 2005 : Auckland  Nouvelle-Zélande NPC

## Palmarès

### Sélection nationale
- 21 sélections avec l'Équipe des Samoa de rugby à XV
- 5 points
- 1 essai
- Nombre de sélections par année : 2 en 2001, 5 en 2002, 6 en 2003, 3 en 2004, 5 en 2005.
- Participation à la Coupe du monde de rugby 2003 (4 matchs, 4 comme titulaire)